# Alle Farben
Alle Farben (in italiano Tutti i colori), pseudonimo di Frans Zimmer (Berlino, 5 giugno 1985), è un disc jockey e produttore discografico tedesco.

## Carriera
Il 15 aprile 2014 Alle Farben ha pubblicato il brano She Moves (Far Away) feat. Graham Candy. Nel 2015 ha collaborato con Anna Naklab e Younotus per la realizzazione della hit "Supergirl". Il brano, vincitore di due dischi di platino, è stato rielaborato anche dal musicista e produttore italiano Franz Alice Stern.

## Discografia

### Album in studio
- 2014 – Synesthesia - I Think in Colours
- 2016 – Music Is My Best Friend
- 2019 – Sticker on My Suitcase

### Singoli

#### Come artista principale
- 2014 – She Moves (Far Away) (feat. Graham Candy)
- 2016 – Please Tell Rosie (feat. Younotus)
- 2016 – Bad Ideas
- 2017 – Little Hollywood (con Janieck Devy)
- 2018 – H.O.L.Y. (con Rhodes)
- 2018 – Only Thing We Know (con Kelvin Jones e Younotus)
- 2018 – Fading (con Ilira)
- 2019 – Walk Away (feat. James Blunt)
- 2020 – Kids (con Vize, feat. Graham Candy)
- 2020 – I Love My Friends (And My Friends Love Me) (con Steve Aoki, feat. Icona Pop)
- 2020 – Running Back to You (con Martin Jensen e Nico Santos)
- 2021 – Somewhere Over the Rainbow/What a Wonderful World (con Robin Schulz e Israel Kamakawiwoʻole)
- 2021 – Alright (feat. Kiddo)
- 2022 – Let It Rain Down (feat. Pollyanna)

#### Come artista ospite
- 2015 – Supergirl (Anna Naklab feat. Alle Farben & YOUNOTUS)
- 2018 – Build a House (Stefanie Heinzmann feat. Alle Farben)

### Altri brani
- 2009 – Tanzinteresse
- 2012 – Danse/Pulp EP (Kallias Music)
- 2012 – Galant EP (Kallias Music)
- 2012 – Roundabout EP (Der Turnbeutel)
- 2012 – Sailorman EP (Kallias Music)
- 2012 – Alle Farben meets Rainer Weichhold EP (Kallias Music)
- 2012 – Sailorman - The Remixes EP (Kallias Music)
- 2013 – Tempelhof (Kallias)
- 2014 – Sometimes (featuring Graham Candy) (Synesthesia)
- 2015 – Get High (feat. Lowell)
- 2015 – Pretty Small EP (Alle Farben & YOUNOTUS) (Synesthesia)
- 2016 – My Ghost EP (Synesthesia)
- 2016 – Remember Yesterday (featuring Perttu & Michael Schulte) (Synesthesia)
- 2016 – Fall into the Night (Synesthesia)

### Remix
- 2011 – Rene Bourgeois - Tico (Alle Farben Remix) (Supdub Records)
- 2011 – Lizzara & Tatsch - Trompa (Alle Farben Remix) (Ostfunk Records)
- 2012 – T.Y.P. - D.I.S.C.O. (Alle Farben Remix) (Polydor / Universal France)
- 2012 – Drauf & Dran - Elise (Alle Farben Remix) (Stylerockets)
- 2012 – Flapjack - Mister Sandman (Alle Farben Remix) (Stylerockets)
- 2012 – Shemian - Classical Symphony (Alle Farben Remix) (Wired UK)
- 2012 – K-Paul - Out Of Control (Alle Farben Remix) (Music is Music)
- 2012 – Ron Flatter - Herr Lonnert (Alle Farben Remix) (Pour La Vie)
- 2012 – Dimitri Andreas - Eida (Alle Farben Remix) (Gold Records)
- 2012 – Daughter - Youth (Alle Farben Remix)
- 2013 – Ben Ivory - Better Love (Alle Farben Remix) (bitclap!/Warner Music Germany)
- 2013 – Blitzkids mvt. - Heart On The Line (Alle Farben Dub Remix) (bitclap!/Warner Music Germany)
- 2013 – Tagträumer - The Only Thing In This World (Alle Farben Remix) (Neopren)
- 2013 – Alice Francis - Gangsterlove (Alle Farben Remix) (ChinChin Records)
- 2013 – Boss Axis - Challenger (Alle Farben Remix) (Parquet Recordings)
- 2013 – Parov Stelar - The Snake (Alle Farben Remix) (Island Records / Universal Music Germany)
- 2013 – Romeofoxtrott - Memories (Alle Farben Remix) (Hunting For Emotion)
- 2013 – Elias - Kaputt (Alle Farben Remix) (Island Records / Universal Music Germany)
- 2014 – Bebetta - Herr Kapellmeister (Alle Farben Remix) (Damm Records)
- 2014 – Irie Révoltés - Residanse (Alle Farben Remix) (ferryhouse productions)
- 2014 – Berlin Comedian Harmonists – Hallo, was machst du heut', Daisy? (Alle Farben Remix) (Deutsche Grammophon)
- 2014 – Goldfish – Moonwalk Away (Alle Farben Remix)
- 2014 – Hundreds presented by Alle Farben - She Moves & Our Past (Alle Farben Remix) (Synesthesia)
- 2014 – Elvis Presley vs. Alle Farben - Shake That Tambourine (Alle Farben Remix) (Sony Music Media)
- 2014 – Mø - Walk This Way (Alle Farben Remix) (Chess Club/RCA Victor)
- 2014 – The Avener & Phoebe Killdeer - Fade Out Lines (Alle Farben Remix) (Capitol)
- 2015 – Heymen - If I Play Your Game (Alle Farben & YOUNOTUS Remix) (Kontor Records)
- 2015 – Northern Lite with Aka Aka & Thalstroem - Take My Time (Alle Farben Remix) (Kontor Records)
- 2015 – Mantra feat. Lydia Rhodes - Away (Alle Farben Remix) (Ultra Records, LLC)
- 2015 – Buray - Istersen (Alle Farben Remix) (b1)
- 2015 – Jonah - All We Are (Alle Farben Remix) (Columbia)
- 2016 – Teenage Mutants & Laura Welsh - Falling for You (Alle Farben Remix) (Sony Music Entertainment)
- 2016 – Hooverphonic - Badaboom (Alle Farben Remix) (epic)
- 2019 – Hypanda & IA - Gotta Let Go (Alle Farben Remix)(UMG)
- 2021 – R3hab & Jolin Tsai - Stars Align (Alle Farben Remix) (Liquid State)